# Xã Perry, Quận Miami, Indiana
Xã Perry (tiếng Anh: Perry Township) là một xã thuộc quận Miami, tiểu bang Indiana, Hoa Kỳ. Năm 2010, dân số của xã này là 864 người.